# Stabilimento Lancia di Borgo San Paolo
Lo stabilimento Lancia di Borgo San Paolo, situato nell'omonimo quartiere di Torino, è stato uno dei primi siti produttivi della casa automobilistica Lancia, di cui fu anche sede societaria dal 1911 al 1969.

## Storia

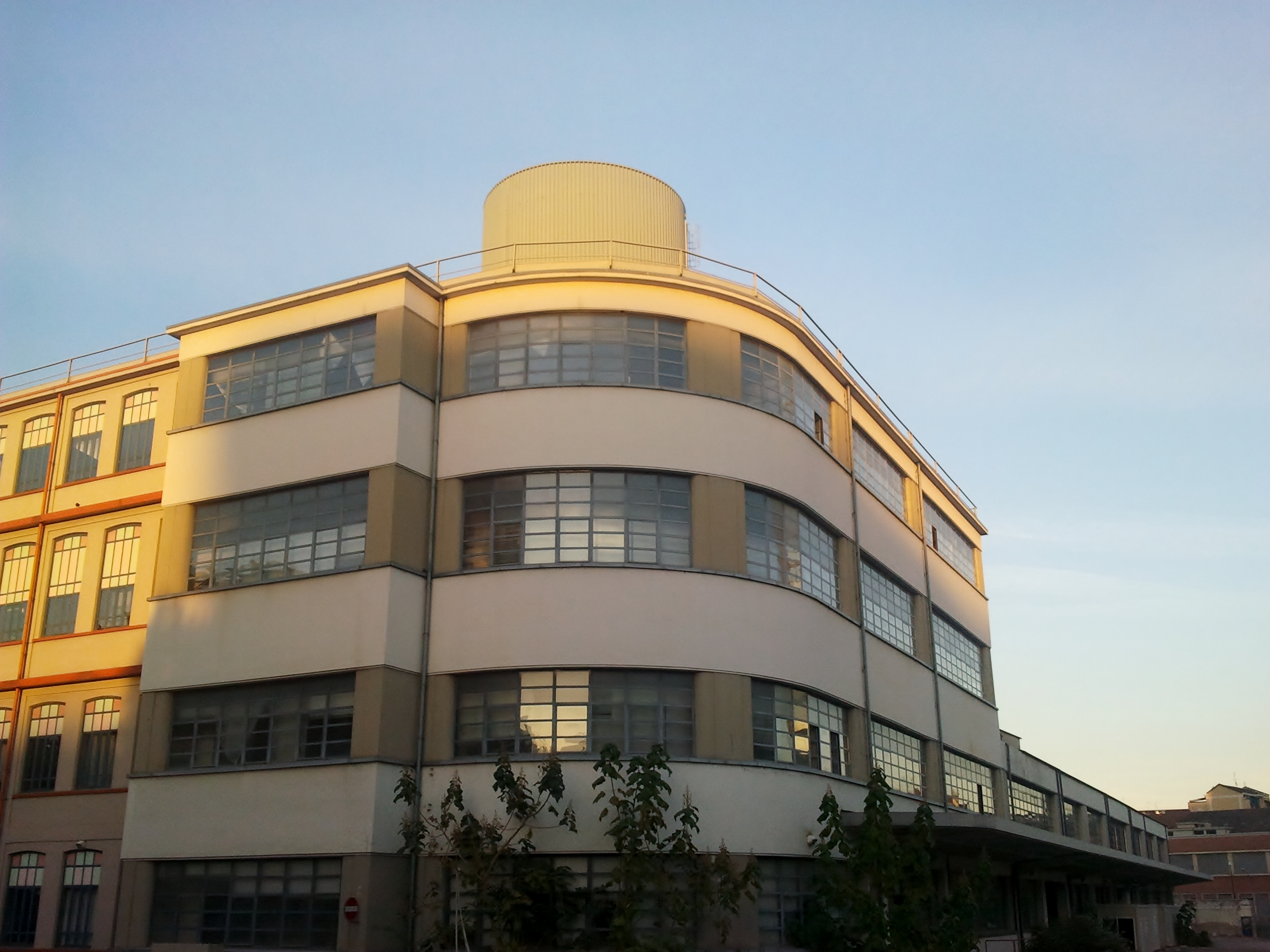
Parte dello stabilimento nel 2011

Le origini dell'impianto industriale di Borgo San Paolo a Torino risalgono al 1910, anno in cui Vincenzo Lancia procedette all'acquisto delle strutture dismesse dello stabilimento "Fides Brasier", al fine di poter trasferire nel gennaio dell'anno seguente la propria attività nel settore auto, fino a quel momento concentrata negli angusti spazi cittadini di via Ormea e corso Dante.
Con l'apertura della nuova fabbrica la produzione Lancia si estese ben presto dalle automobili alla fabbricazione di veicoli industriali, tra cui camion, autotelai per autobus e mezzi militari, questi ultimi su commissione del Regio Esercito Italiano.
Sulla spinta della costante crescita delle attività si definì ben presto per il sito produttivo un considerevole aumento della superficie occupata che raggiunse tra gli anni venti e trenta la massima estensione, compresa nell'area tra via Lancia, via Caraglio, via Renier, via Issiglio, corso Rosselli e corso Trapani; grazie pure all'inglobamento delle strutture della fallita ditta Chiribiri, insieme alla realizzazione di un raccordo ferroviario comunicante con la stazione di Torino Porta Susa e di una centrale termica di supporto allo stabilimento.
Destinato ad accogliere le linee di montaggio di due celebri autovetture del marchio, quali l'Aprilia e l'Ardea, nel corso degli anni del secondo conflitto mondiale lo stabilimento di Borgo San Paolo fu altresì impegnato con le sue attività a sostenere lo sforzo bellico della nazione, venendo pesantemente danneggiato tra l'autunno 1942 e il 1943 dai bombardamenti aerei angloamericani, che portarono al trasferimento di parte delle lavorazioni presso la sede Lancia di Bolzano, fino al termine del conflitto, quando la fabbrica di Borgo San Paolo subì un lento ma profondo intervento riqualificazione, con la riedificazione di alcuni edifici e la riorganizzazione dei reparti, cui fece seguito la costruzione tra il 1954 e il 1957 del Grattacielo Lancia, atto ad ospitare i nuovi uffici commerciali e di dirigenza della omonima casa automobilistica. Dal punto di vista produttivo, a partire dagli anni cinquanta, si concentrò nel complesso industriale torinese la sola fabbricazione di autovetture, ora rappresentata dai modelli Aurelia e Appia; e successivamente da Flaminia e Flavia, mentre le lavorazioni dei veicoli industriali passarono totalmente di competenza allo stabilimento Lancia di Bolzano.

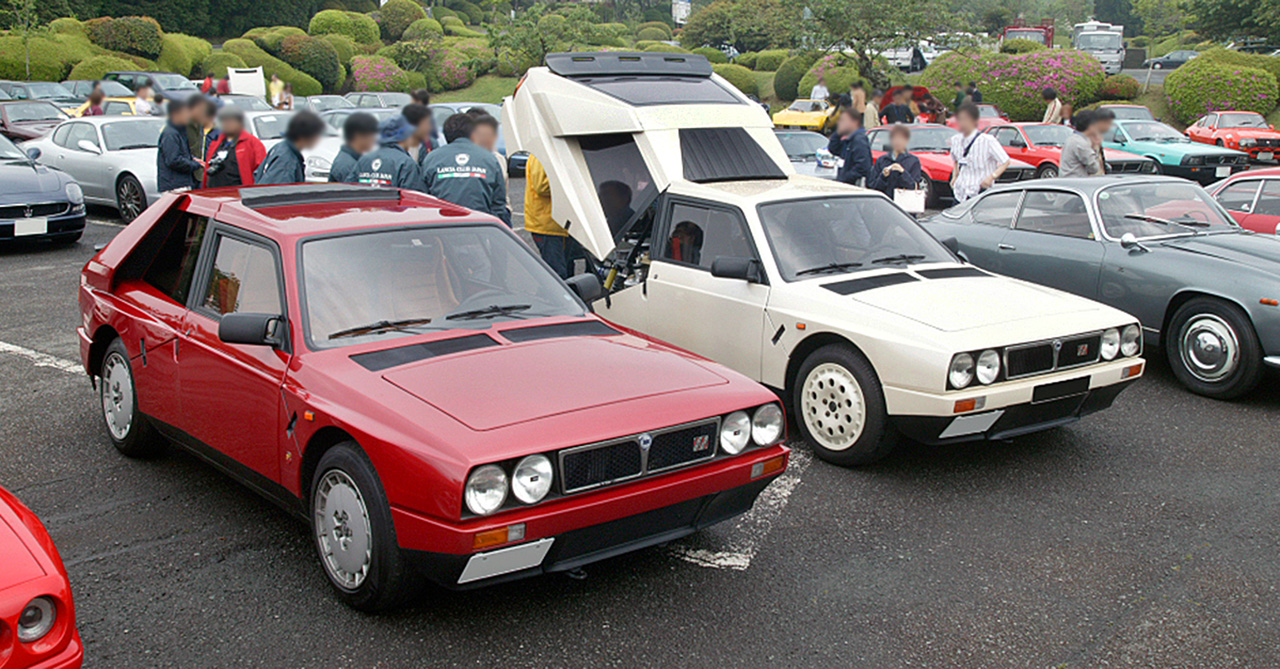
Lancia Delta S4, uno degli ultimi modelli progettati e prodotti nella fabbrica di Borgo San Paolo.

Con l'entrata in funzione a pieno regime dello stabilimento Lancia di Chivasso nel 1963 la fabbrica di Borgo San Paolo divenne un centro produttivo secondario per l'azienda (specializzandosi prettamente nel campo della produzione di componenti, motori, autotelai da fornire a carrozzieri italiani, in particolar modo per la realizzazione degli esemplari fuoriserie di Flaminia e Flavia) ma all'atto dell'acquisizione della Lancia da parte della FIAT, nel 1969, l'impianto di Borgo San Paolo subì un forte ridimensionamento delle attività, con lo spostamento della gran parte delle lavorazioni meccaniche presso le sedi aziendali di Chivasso e Verrone. Pertanto dagli anni settanta rimarranno in funzione nella storica sede Lancia il Reparto Corse e Progettazione, unitamente all'Officina Boutique, che si dedicherà negli anni ottanta dell'allestimento di tre importanti modelli della casa: la Delta S4, la Thema Limousine e la Thema 8·32 "Ferrari". 
Terminata ogni attività industriale resteranno come testimonianza fino all'inizio degli anni duemila nel nascente quartiere residenziale-commerciale ex Lancia alcuni uffici del Gruppo Fiat, insieme al Museo Lancia, uno spazio espositivo dedicato alla storia della casa automobilistica torinese (con automobili, prototipi, documenti, immagini d'epoca e motori), inaugurato nel 1971 e successivamente smantellato dopo la sua chiusura avvenuta nel 2007, senza aver trovato ancora oggi una nuova collocazione stabile, nonostante alcuni modelli della collezione vengano esposti dal 2019 a rotazione presso la sede FCA Heritage Hub del Motor Village Mirafiori di Torino.

## Riqualificazione e conversione ad uso terziario-residenziale
Dopo la vendita degli ultimi immobili dell'ex complesso industriale Lancia da parte della Fiat nel 2011 vennero demoliti gli edifici che si affacciavano su via Monginevro e alcuni all'interno dello stabilimento. Dal mese di maggio del 2020, nell'ottica del progetto urbano "Parco San Paolo", sono iniziati importanti lavori di completa ristrutturazione e demolizione parziale degli edifici, con riconversione a Residenza Sanitaria Assistenziale, area commerciale e residenziale, nonché realizzazione di area verde pubblica e percorso ciclopedonale lungo Via Lancia. L'inaugurazione della RSA è avvenuta nell'estate del 2022 mentre nel febbraio 2023 sono state aperte le unità immobiliari commerciali e il viale interno dell'isolato.

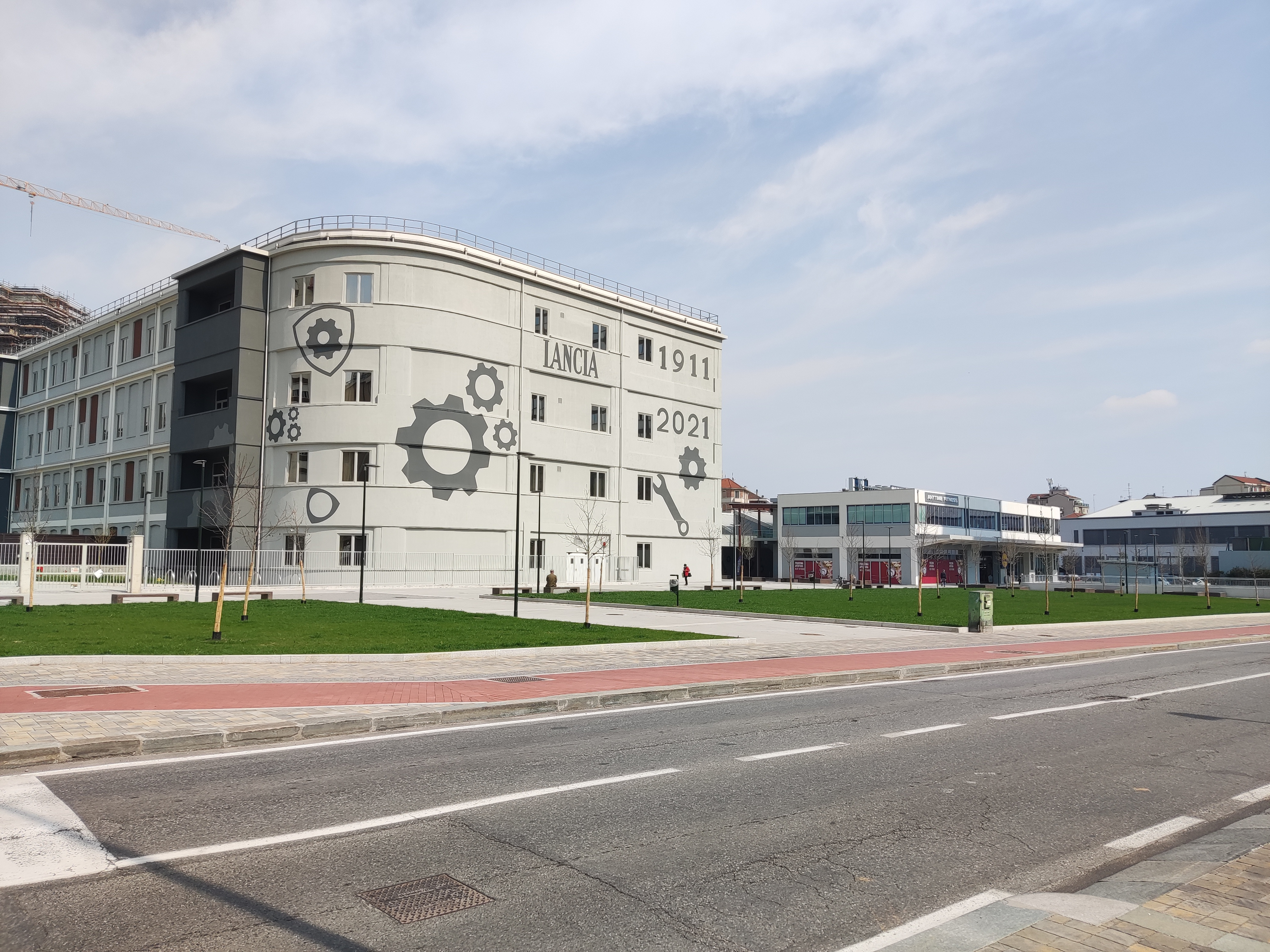
Prospettiva su via Lancia dopo la ristrutturazione
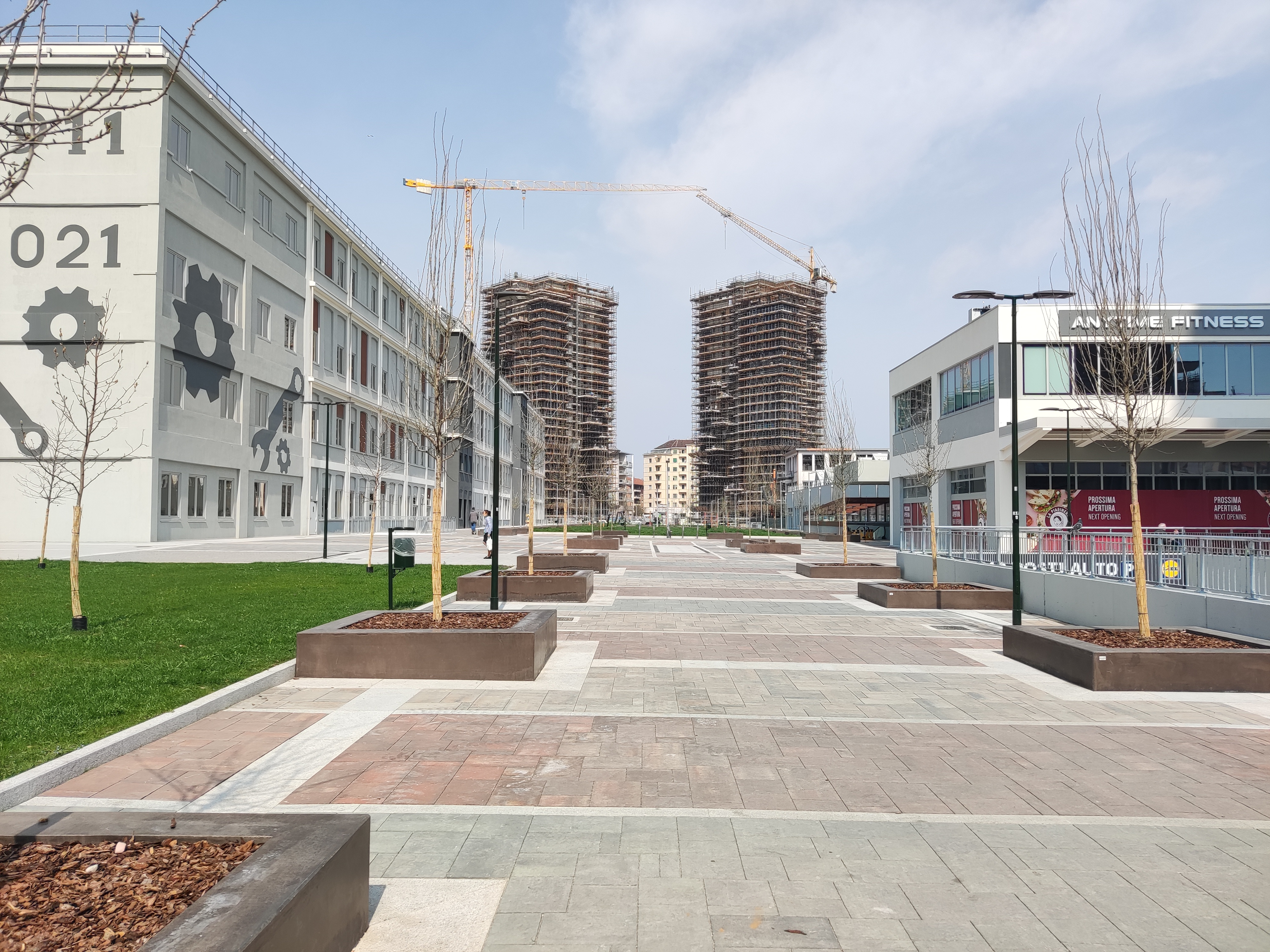
Viale interno
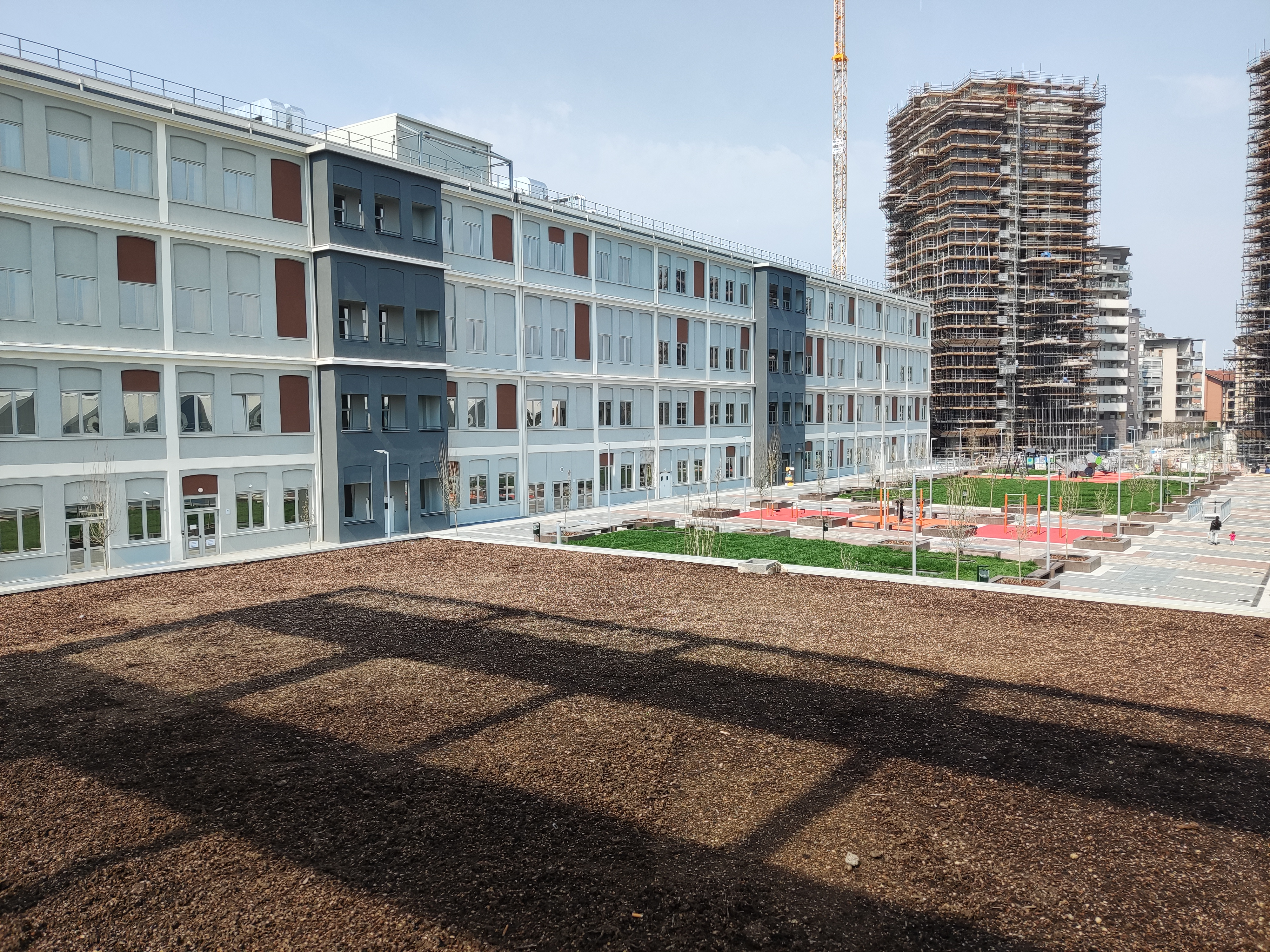
Prospettiva dall'alto sulla RSA e il viale
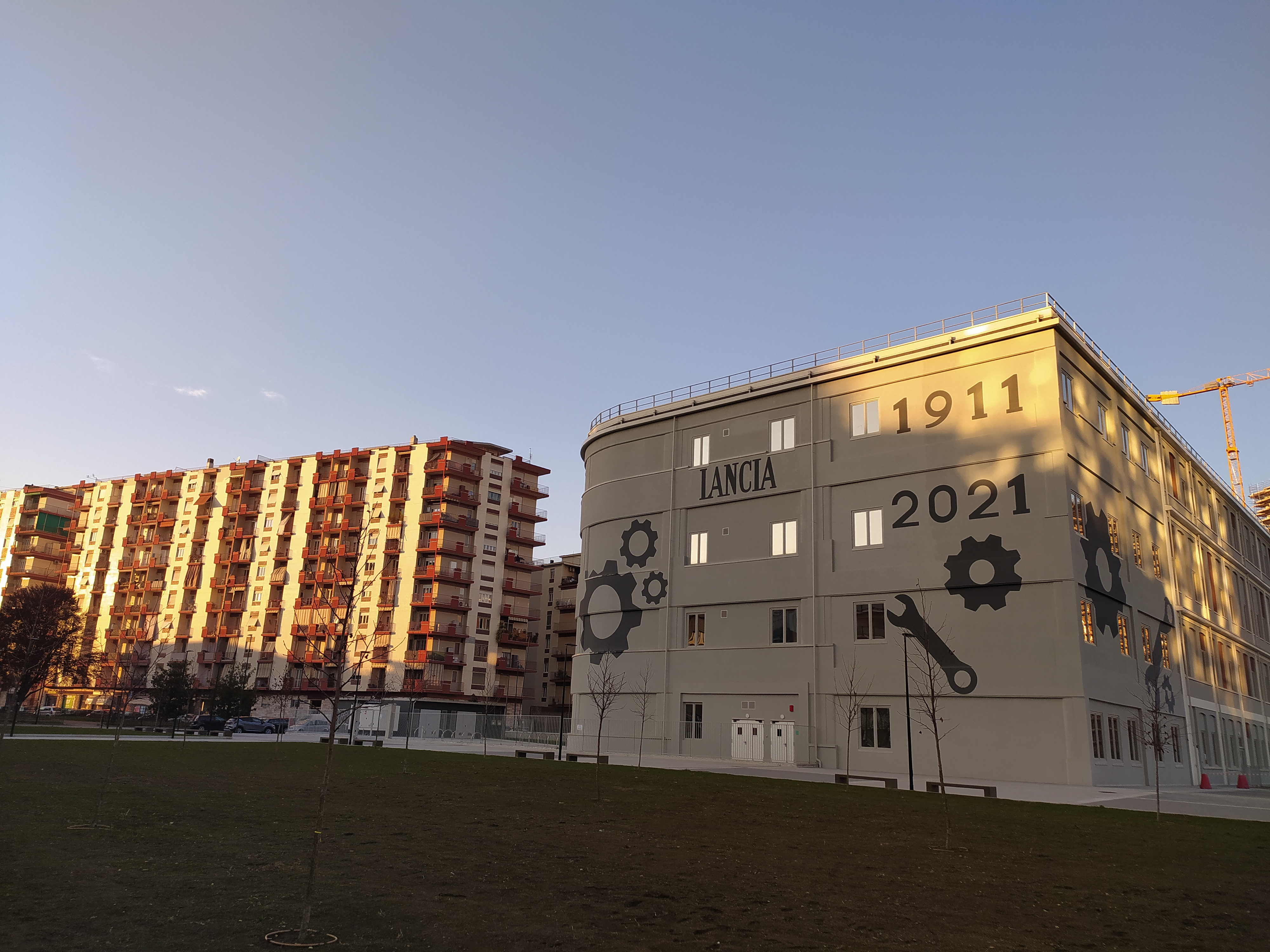
Prospetto su via Lancia dopo la ristrutturazione